# Зоро (ТВ серија из 2007)
Зоро (шп. Zorro, la espada y la rosa) колумбијско-америчка је теленовела, продукцијске куће Телемундо, снимана током 2006. и 2007.
У Србији је емитована 2008. на телевизији Пинк.

## Синопсис
Зоро је легендарни јунак чије право име је Дијего де ла Вега.
Он је префињен храбар и богат мушкарац, за кога мало ко зна да представља мистериозног човека који се маскира у црно како би заштитио најугроженије. Дијего је син војника Алехандра де ла Веге, чија судбина креће новим током када упознаје предивну Есмералду, најмлађу ћерку тиранина Фернанда Санчеса де Монкаде.
Због своје бунтовне и несталне природе, Есмералда се не понаша достојно даме свог ранга. Ипак, Дијего ће се заљубити у Есмералду, иако она неће бити у стању да му узврати љубав пошто ће њено срце куцати за маскираног хероја, кога је упознала под необичним околностима и кога сви зову Зоро.

## Улоге
| Глумац:             | Улога:                                 |
| ------------------- | -------------------------------------- |
| Кристијан Мајер     | Дијего де ла Вега, Зоро                |
| Марлен Фавела       | Есмералда Санчез де Монкада            |
| Андреа Лопез        | Марианхел Санчез де Монкада            |
| Артуро Пениче       | Фернандо Санчез де Монкада             |
| Освалдо Риос        | Дон Алехандро де ла Вега               |
| Хорхе Као           | Томас Виљарте                          |
| Ерик Елијас         | Ренсо                                  |
| Наташа Клаус        | Ана Камила Суплициос                   |
| Хари Гејтнер        | Рикардо Монтеро де Авила               |
| Хектор Суарез Гомис | Анибал Пизаро                          |
| Лули Боса           | Алмудена Санчез де Монкада             |
| Андреа Монтенегро   | Марија Пиа де ла Вега                  |
| Рикардо Гонзалез    | Бернардо                               |
| Адријана Кампос     | Јумалај / Гвадалупе / Рехина           |
| Раул Гутјерез       | Олмос Беротеран де ла Гвардиа          |
| Кармен Марина Торес | Долорес                                |
| Ана Болена Меза     | Сара Кали / Мерцедес Мајорга де Арагон |
| Сесар Мора          | Деметријо Лопез Гарсија                |
| Маргарита Гиралдо   | Асусена                                |
| Герман Рохас        | Хонас                                  |
| Наталиа Бедоја      | Лајша                                  |
| Орландо Валензуела  | Мигел                                  |
| Луиђи Ајакарди      | Тобиас дел Ваље и Кампос               |
| Марилин Патињо      | Каталина                               |
| Ивелин Гиро         | Марија Луиса Бургос де Кастиља         |
| Тереса Гутјерез     | Маркиза Кармен Сантиљана де ла Рокете  |
| Дидјер Ван Дер Хове | Сантијаго Мичелена                     |